# Vorzogory
Vorzogory (en russe : Ворзогоры) est un hameau russe de la municipalité de Nimenga du raïon d'Onega dans l'oblast d'Arkhangelsk. Sa population s'élevait à 56 habitants au recensement de 2021.

## Géographie
Vorzogory est située dans le nord-ouest de l'oblast d'Arkhangelsk, un sujet de Russie européenne qui fait partie du district fédéral du Nord-Ouest. La localité fait partie de l'établissement rural de Nimenga, une municipalité avec comme chef-lieu Nimenga, dans le raïon d'Onega, un des raïons de l'oblast, avec la ville d'Onega comme centre administratif.
Vorzogory, comme tout l'oblast d'Arkhangelsk, est située dans le fuseau horaire MSK (heure de Moscou). Le décalage horaire appliqué par rapport au temps universel coordonné est +03:00.

## Démographie
Recensements (*) ou estimations de la population,,,,:
| 1716 | 1791 | 1915  | 1917  | 1920 | 1926  |
| ---- | ---- | ----- | ----- | ---- | ----- |
| 76   | 253  | 1 299 | 1 077 | 983  | 1 043 |

| 1939 | 1949 | 1995 | 1996 | 2002* | 2010* |
| ---- | ---- | ---- | ---- | ----- | ----- |
| 538  | 389  | 153  | 155  | 1 344 | 110   |

| 2012 | 2021* | - | - | - | - |
| ---- | ----- | - | - | - | - |
| 116  | 56    | - | - | - | - |

## Culture locale et patrimoine
Le hameau possède le pogost de Vorzogory, un ensemble architectural religieux d'Architecture en bois russe typique du Nord russe. Il est classé comme objet patrimonial culturel de Russie d'importance régionale sous le no 291520267880005 depuis 1998. Le plus vieux édifice est l'église de Saint-Nicolas-le-Thaumaturge de 1636, classé comme objet patrimonial culturel de Russie d'importance régionale sous le no 291510267880025 depuis 1998. Il comprend aussi l'église de l'Entrée de la Bienheureuse Vierge Marie au Temple, construite en 1793, et classée comme objet patrimonial culturel de Russie d'importance régionale sous le no 291510267880035 depuis 1998. L'édifice le plus récent est le beffroi, construit en 1862, classée comme objet patrimonial culturel de Russie d'importance régionale sous le no 291510267880045 depuis 1998.

Pogost de Vorzogory :
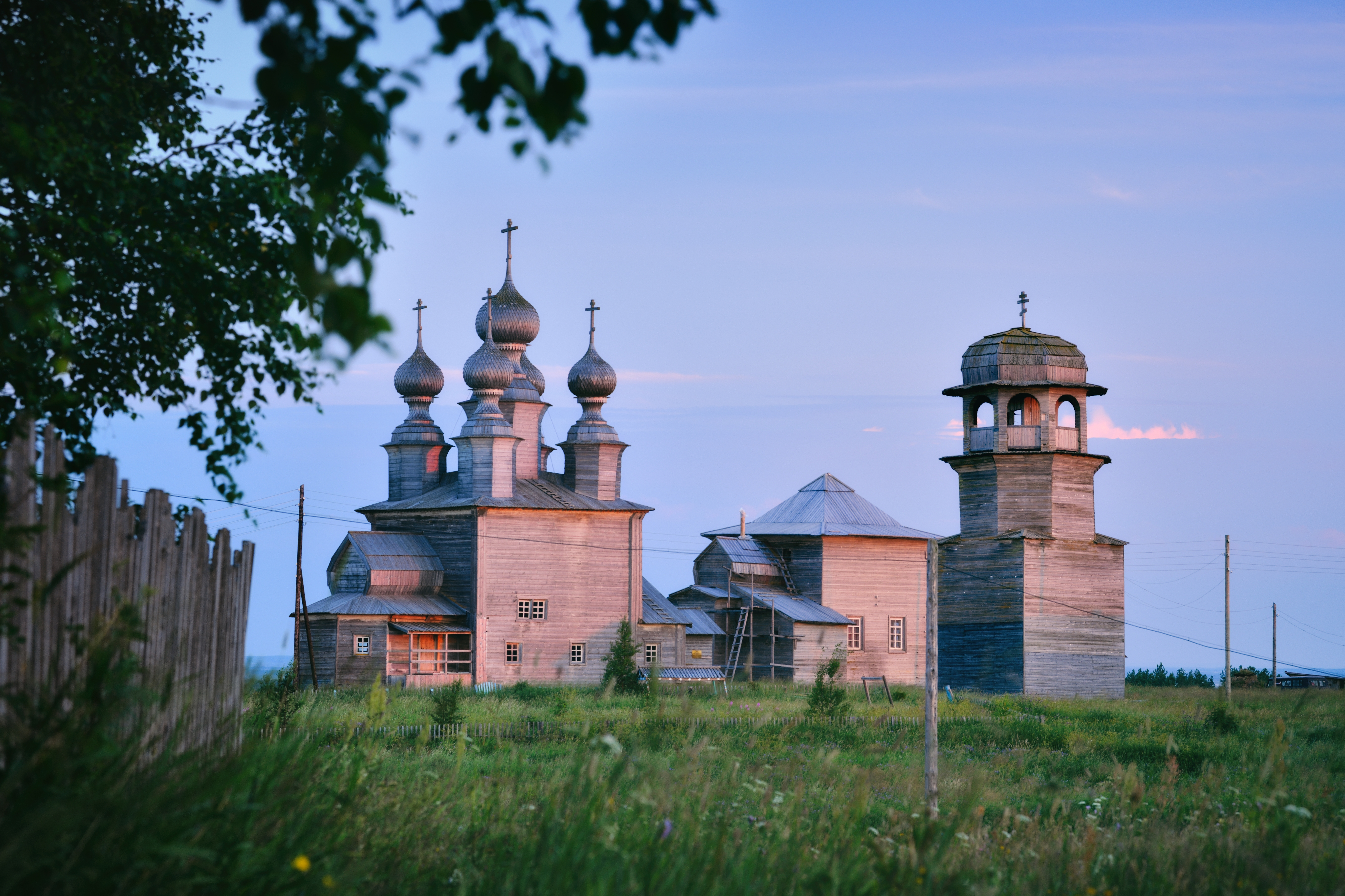
Vue d'ensemble du pogost.
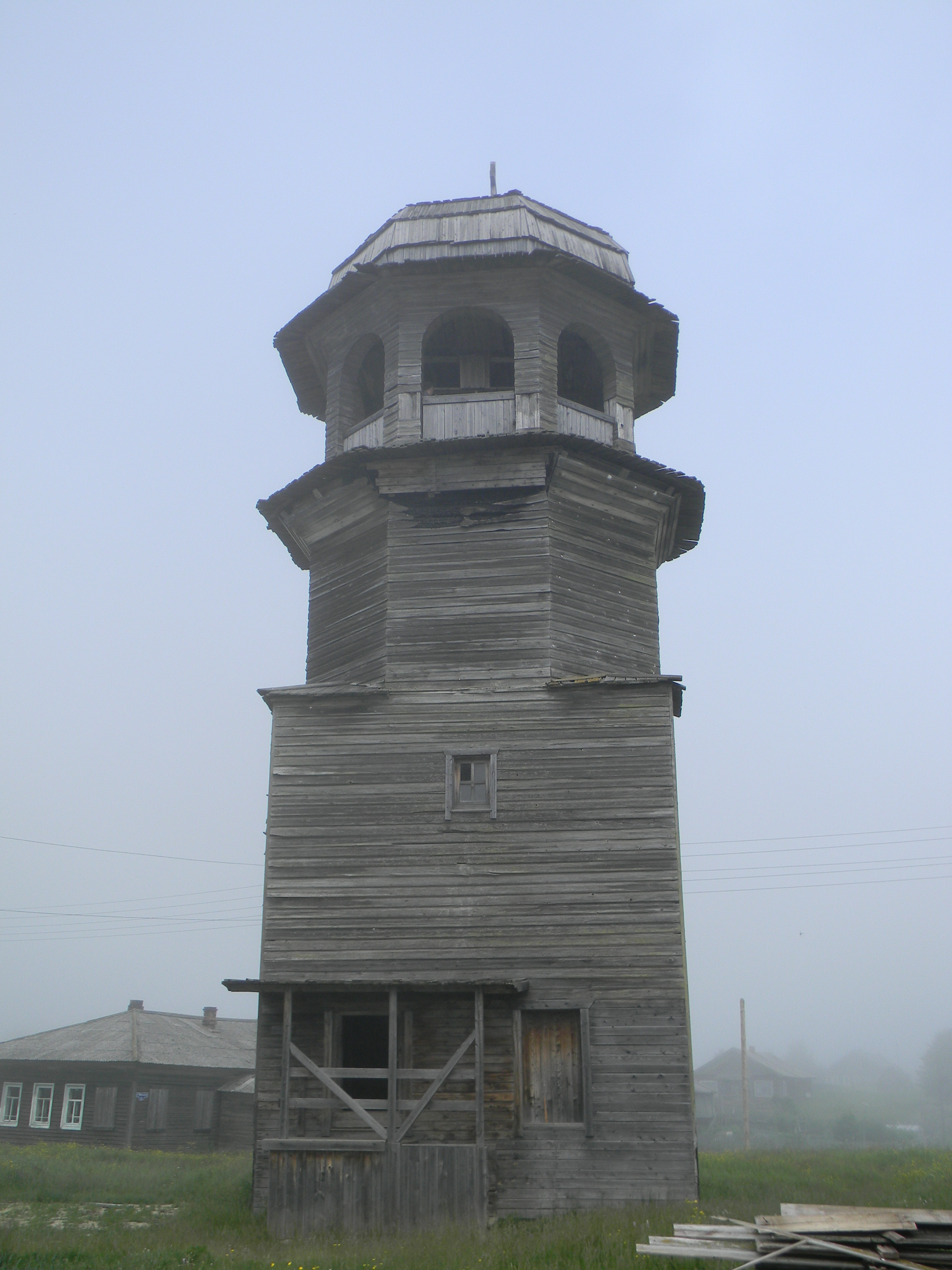
Le beffroi.
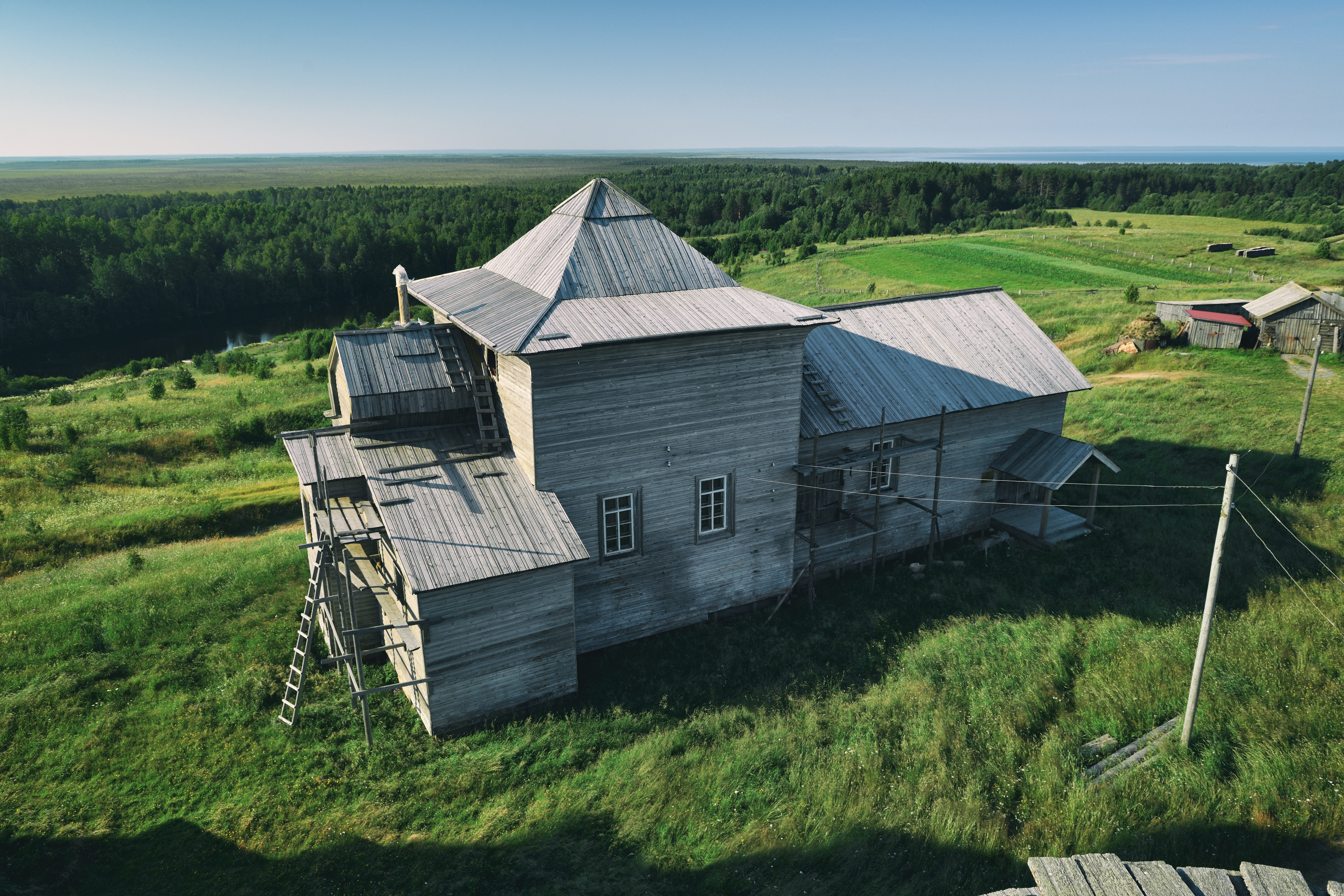
Église de l'entrée dans le temple de la Bienheureuse Vierge Marie.
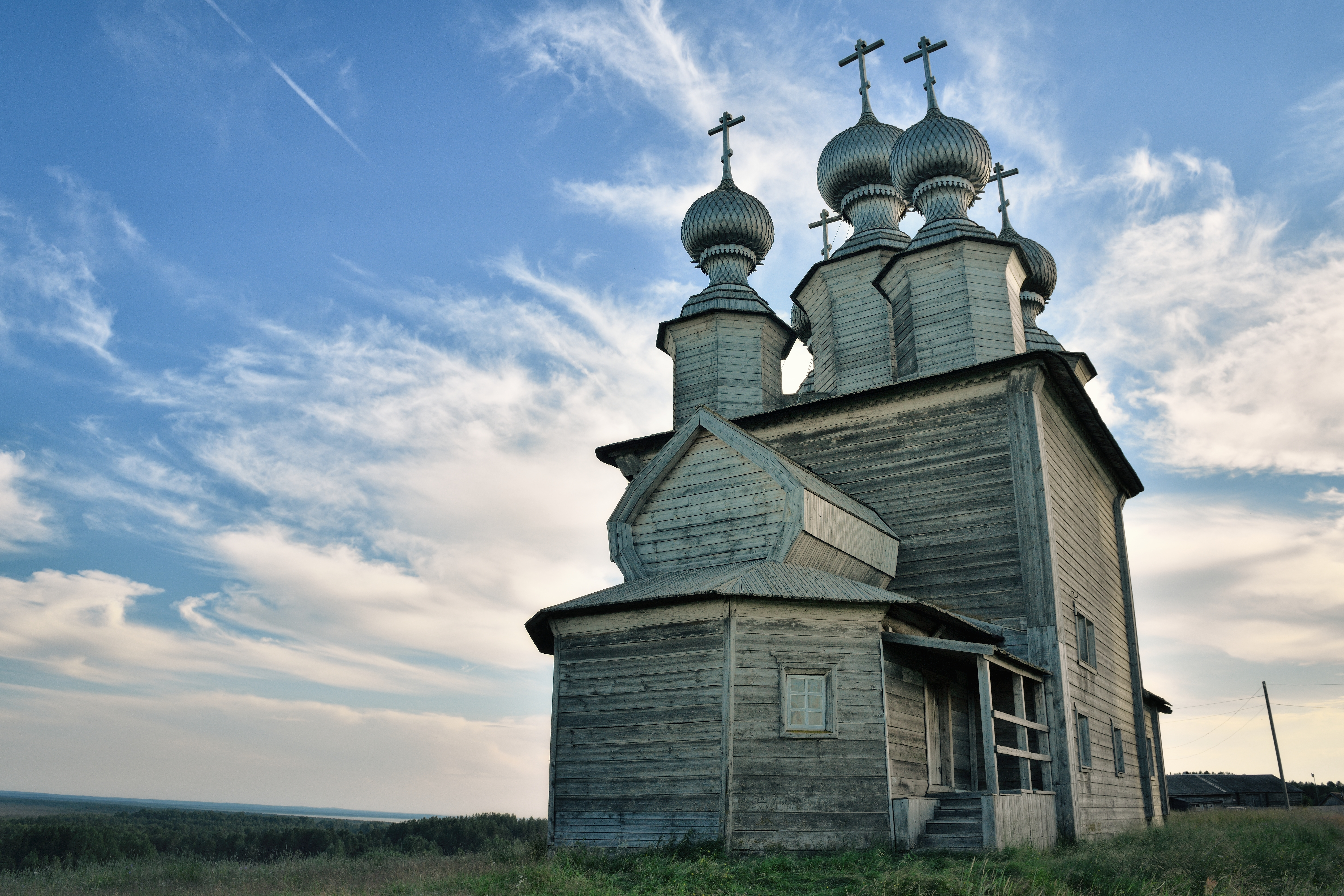
Église Saint-Nicolas-le-Thaumaturge.